# كريس إيفرت
كريستين ماري «كريس» إيفرت (بالإنجليزية: Chris Evert)‏ مواليد 21 ديسمبر 1954 في فورت لاودردال هي لاعبة كرة مضرب أمريكية سابقة، كانت المصنفة الأولى عالمياً سابقاً. بدأت مسيرتها كمحترفة عام 1972، واعتزلت اللعب في 1989.
وهي فازت 18 بطولة فردية من البطولات الكبرى لكرة المضرب (الجراند سلام)، منها سبع بطولات حققت فيها أرقامًا قياسية في بطولة فرنسا المفتوحة وست بطولات أخرى في بطولة أمريكا المفتوحة للتنس حققت فيها بالمثل أرقامًا قياسية. وقد احتلت لقب اللاعبة الفردية الأولى عالميًا في نهايات أعوام 1974، 1975، 1976، 1977، 1978، 1980، 1981.
سميت بإسمها منافسات السيدات في بطولة إنديان ويلز للماسترز منذ 1992 حتى 1999 تكريماً لها.

## الإنجازات
تُعد نسبة فوز إيفرت في المباريات الفردي والتي وصلت إلى 90.05% (1309–145) هي الأفضل في تاريخ كرة المضرب (التنس) للمحترفين، سواء للرجال أو السيدات. أما نسبة فوزها في الملاعب الترابية في المباريات الفردية والتي وصلت إلى 94.05% (316–20) تظل رقمًا قياسيًا في رابطة محترفات التنس (WTA). وذكر الكاتب ستيف فلينك (Steve Flink) في كتابه أعظم مباريات التنس في القرن العشرين، إيفرت على أنها ثالث أفضل لاعبة في القرن العشرين الميلادي، بعد شتيفي غراف (Steffi Graf) ومارتينا نافراتيلوفا. ووصلت إيفرت إلى نهائيات 34 بطولة جراند سلام فردي، وهي تُعد بذلك أكثر من أي لاعب، رجلاً كان أو سيدة، في تاريخ تنس المحترفين. كما أن إيفرت وصلت إلى نصف النهائيات أو الأفضل، في الفردي، لاثنين وخمسين بطولة من أصل 56 بطولة جراند سلام شاركت فيها، ومنها نصف النهائيات أو الأفضل 34 بطولة جراند سلام متوالية من بطولة أمريكا المفتوحة عام 1971م وحتى بطولة فرنسا المفتوحة عام 1983م. لم تخسر إيفرت مطلقًا في الجولة الأولى أو الثانية من دورة مباريات جراند سلام فردي، بل إنها فازت ب157 بطولة فردية. وفازت إيفرت في زوجي السيدات بثلاثة ألقاب جراند سلام و29 دورة مباريات منتظمة.
ومؤخرًا في مسيرتها كلاعبة، أصبحت معروفة باسمها الأول بعد الزواج كريس إيفرت-لويد (Chris Evert-Lloyd). وهي معروفة عادةً في مسيرتها الإعلامية الحالية مع شبكة تلفزيون إي إس بي إن (ESPN) باسم كريسي إيفرت (Chrissie Evert).

## وصلات خارجية
- كريس إيفرت على موقع IMDb (الإنجليزية)
- كريس إيفرت على موقع الموسوعة البريطانية (الإنجليزية)
- كريس إيفرت على موقع مونزينجر (الألمانية)
- كريس إيفرت على موقع إن إن دي بي (الإنجليزية)
- كريس إيفرت على موقع قاعدة بيانات الفيلم (الإنجليزية)
- كريس إيفرت على موقع رابطة محترفات التنس (الإنجليزية)
- كريس إيفرت على موقع الاتحاد الدولي لكرة المضرب (الإنجليزية)
- كريس إيفرت على موقع كأس بيلي جين كينغ (الإنجليزية)
- كريس إيفرت على موقع قاعة مشاهير كرة المضرب الدولية (الإنجليزية)
- كريس إيفرت على موقع بطولة ويمبلدون (الإنجليزية)
- كريس إيفرت على موقع خلاصة التنس.كوم (الإنجليزية)
- كريس إيفرت على موقع اللجنة الأولمبية الدولية (الإنجليزية)
- كريس إيفرت على موقع أوليمبيديا (الإنجليزية)
- كريس إيفرت على موقع قاعة فلوريدا للمشاهير الرياضية (الإنجليزية)

## انظرأيضا
- قائمة الفائزات بفردي سيدات ويمبلدون